# Marcelo Gómez
 Marcelo Gómez, né le 8 décembre 1970 à Buenos Aires (Argentine), est un footballeur argentin, qui évoluait au poste de milieu défensif au Vélez Sarsfield, à River Plate, à Gimnasia LP, à l'Ittihad FC, à Huracán et au LD Alajuelense ainsi qu'en équipe d'Argentine.
Gomez ne marque aucun but lors de son unique sélection avec l'équipe d'Argentine en 1995.

## Palmarès

### En équipe nationale
- 1 sélections et 0 but avec l'équipe d'Argentine en 1995

#### Avec Vélez Sarsfield
- Vainqueur de la Copa Libertadores en 1994
- Vainqueur de la Coupe intercontinentale en 1994
- Vainqueur de la Copa Interamericana en 1996
- Vainqueur de la Supercopa Sudamericana en 1996
- Vainqueur de la Recopa Sudamericana en 1997
- Vainqueur du Championnat d'Argentine en 1993 (Tournoi de clôture), 1995 (Tournoi d'ouverture) et 1996 (Tournoi de clôture)

#### Avec River Plate
- Vainqueur du Championnat d'Argentine en 1999 (Tournoi d'ouverture)

#### Avec Ittihad
- Vainqueur du Championnat d'Arabie saoudite en 2001 (Tournoi d'ouverture)
- Vainqueur de la Coupe d'Arabie saoudite en 2001

#### Avec LD Alajuelense
- Vainqueur de la Coupe des clubs champions de la CONCACAF en 2004